# Befreiungsausschuss Südtirol
Il Befreiungsausschuss Südtirol (abbreviato BAS, letteralmente: Comitato per la liberazione del Sudtirolo) fu un'organizzazione terroristica irredentista fondata nel 1956 da Sepp Kerschbaumer. Scopo del movimento era l'autodeterminazione dell'Alto Adige, attraverso la secessione dall'Italia e l'annessione all'Austria al fine di ottenere, sotto la sovranità di quest'ultima, l'unificazione politica del Tirolo, regione storicamente facente parte dei domini asburgici.
Numerosi ex terroristi, condannati dalla magistratura italiana, non hanno mai scontato la propria pena, essendo fuggiti in Germania e Austria.

## Contesto

Il processo per l'assassinio di Falqui, 1956/57

Come conseguenza della prima guerra mondiale l'Alto Adige (assieme al Trentino e alla Venezia-Giulia) fu ceduto al Regno d'Italia.
Con l'avvento del governo fascista in Italia iniziò in Alto Adige una intensa fase di italianizzazione forzata. Venne favorita l'immigrazione di popolazione di lingua italiana, soprattutto verso Bolzano, e fu vietato l'uso del tedesco nella scuola dell'obbligo, in favore dell'italiano. Dopo la parentesi dell'occupazione nazista della Zona d'operazioni delle Prealpi, in cui le autorità tedesche si adoperarono per la rigermanizzazione, l'Alto Adige tornò sotto la sovranità italiana.
In seguito al secondo conflitto mondiale venne stipulato l'accordo De Gasperi-Gruber, sostenuto dal governo italiano con il ripristino dell'insegnamento del tedesco e l'introduzione della toponomastica bilingue. Venne inoltre approvato il primo statuto di autonomia della regione Trentino-Alto Adige, dove trentini e altoatesini di lingua italiana erano in maggioranza. La Democrazia Cristiana e il Südtiroler Volkspartei (SVP), il partito della minoranza tedesca e ladina, collaborarono nella gestione della regione, che riuscì a svilupparsi floridamente. Nel 1952 il reddito per abitante della provincia di Bolzano era di 211.012 lire, ossia il 130,4% della media nazionale. Nel 1958 l'indice della disoccupazione era dell'1,25%. Mentre il gruppo linguistico italiano controllava l'industria e il pubblico impiego, l'agricoltura e il turismo erano nelle mani del gruppo linguistico tedesco. La separazione economica tra la grande industria di Bolzano, di tipo moderno, costruita con capitali italiani, e l'attività agricola tradizionale, cui era dedita la popolazione di lingua tedesca (per ben il 74%), determinò una chiusura anche culturale e politica.
La costruzione di zone industriali venne infatti particolarmente avversata dalla comunità di lingua tedesca, che vi vedeva un tentativo di attirare manodopera italiana al di fuori dell'Alto Adige. Il prete Michael Gamper si oppose pubblicamente all'immigrazione dal resto d'Italia, "da quel meridione che ci è estraneo", e accusò le autorità italiane di sottomettere la popolazione di lingua tedesca a una Todesmarsch (le marce della morte di epoca nazista). I politici della Südtiroler Volkspartei e austriaci, sulla stessa linea, ritenevano che il governo italiano proseguisse in tal modo nell'intento di creare una maggioranza italiana in Alto Adige (cosiddetta "politica del 51%"). Alle cifre allarmanti di Gamper che indicavano "50 mila immigrati italiani negli ultimi sette anni" replicò uno studio del Commissariato del Governo e dell'Istituto Centrale di Statistica che quantificò l'aumento della popolazione italiana tra il 1947 e il 1953 nella cifra di poco più di 8.000 unità, legato alla riattivazione postbellica degli uffici statali e militari e alla risistemazione delle opere pubbliche. Molte tensioni creò nel 1957 la sovvenzione per la costruzione di nuove case popolari, per favorire l'immigrazione di operai dalle altre regioni d'Italia.
Nel frattempo nel 1955 si era ricostruita la Repubblica Austriaca e la guida della SVP era stata assunta da estremisti etnici, alcuni con trascorsi nazisti. Per essi, lo status degli altoatesini di lingua tedesca come minoranza in seno alla regione Trentino-Alto Adige era inaccettabile.
Da allora si moltiplicarono le manifestazioni inneggianti al Tirolo unito e alla secessione dall'Italia, a cui le autorità governative italiane tentarono di reagire. Una signora di Bressanone fu così obbligata, ad esempio, a ridipingere le 38 ante delle finestre di casa, che erano colorate di bianco e rosso (i colori tirolesi); nel 1956 venne anche arrestato e processato un ferroviere austriaco, per aver diffuso materiale "eversivo". Alle manifestazioni di piazza della SVP cercò invece di opporsi il partito Movimento Sociale Italiano, allora partito insignificante in provincia, che programmò una contromanifestazione ad un'adunata dei popolari altoatesini prevista per il 30 settembre 1956, portando al divieto di entrambe le manifestazioni. Per protesta contro il governo italiano alcuni sudtirolesi accendevano inoltre dei fuochi sulle montagne attorno alle più grandi località della provincia.
La SVP fece dal canto suo una violenta campagna di propaganda contro lo Stato e contro l'inforestierimento dovuto all'immigrazione italiana, supportata dagli ambienti ecclesiastici di lingua tedesca. In tutti i comuni a maggioranza SVP (tutto l'Alto Adige tranne allora Bolzano, Bronzolo, Egna, Fortezza, Merano, Laives, Salorno e Vadena) venne sospeso il rilascio di nuove residenze per italiani e fu fatta una furibonda propaganda contro i matrimoni misti per preservare la "purezza" della stirpe tirolese, tanto che i politici della Südtiroler Volkspartei si spinsero a chiedere il divieto dei matrimoni misti con italiani.
Il clima di forte ostilità creatosi portò dunque, ancor prima della fondazione ufficiale del BAS, ad atti di violenza contro le forze dell'ordine italiane. Il 15 luglio 1956 fu trovato agonizzante nel greto di un ruscello a Fundres il finanziere Raimondo Falqui, dopo un pestaggio condotto da ubriachi(tra cui il futuro marito della terrorista Karola Unterkircher) all'esterno di un'osteria. Il finanziere morì poco dopo. Il processo ai cosiddetti Pfunderer Buibm (i ragazzi di Fundres, di età tra i 18 e 22 anni), accusati dell'omicidio, portò il 16 luglio 1957 alla condanna dei sette imputati ad un totale di 114 anni di carcere. Mentre in Italia prevalse lo sdegno per la brutalità dell'aggressione, in Austria si levarono proteste perché gli imputati, secondo la stampa austriaca, sarebbero stati condannati a pene così severe nonostante la mancanza di prove ed i dubbi espressi dai giudici nella motivazione.
Tra il 1956 e il 1957 si verificarono attentati dinamitardi, riconducibili al gruppo intorno ad Hans Stieler, tipografo presso il quotidiano Dolomiten. Il primo attentato ebbe luogo il 20 settembre 1956 a Settequerce di Terlano, con lo scoppio di una carica di dinamite a ridosso di un capannone della Caserma Huber. Si susseguirono altre esplosioni, che non risparmiarono nemmeno le istituzioni religiose di lingua italiana: il 6 ottobre 1956 un altro ordigno esplose nell'oratorio Don Bosco di Bressanone. Le sentenze nei confronti dei membri del gruppo Stieler furono piuttosto benevole, la pena per Hans Stieler fu di quattro anni e otto mesi di reclusione.

In questo clima venne fondato il BAS.

## Fondazione del BAS
Ai fini di ottenere l'autodeterminazione dell'Alto Adige e il distacco dall'Italia a partire dal 1956 un gruppo di sudtirolesi, molti dei quali con trascorsi nazisti, si riunì intorno a Sepp Kerschbaumer, dando vita a un'organizzazione clandestina, il Befreiungsausschuss Südtirol: tra loro Jörg Pircher, Franz Muther, Martl Koch, Alfons Obermair, Luis Hauser, Anton Gostner, Karl Titscher e Luis Gutmann. Nel giro di breve tempo il gruppo si allargò, accogliendo tra le sue file anche Sepp Innerhofer. Dal punto di vista organizzativo il movimento era articolato in numerose cellule locali, che operavano in un modo autonomo, con ciascuna un capo al comando: ad esempio Luis Gutmann era responsabile della cellula di Termeno, nella Bassa Atesina, Martl Koch era il capo di una delle due cellule di Bolzano, Jörg Pircher comandava a Lana, Franz Muther in Val Venosta e Karl Titscher a Bressanone. L'azione era inizialmente circoscritta a propaganda anti-italiana e alla distribuzione di volantini secessionisti. Alla fine degli anni 50 il comitato iniziò a procurarsi materiale esplosivo.
Inizialmente l'obiettivo principale era di fare scalpore, senza ledere le persone, infatti gli attentati erano mirati a monumenti di epoca fascista e tralicci dell'alta tensione. Vennero però colpite anche le scuole italiane in provincia. Dopo che la guida del movimento venne assunta dal gruppo radicale intorno a Georg Klotz e dai neonazisti venuti dall'Austria, iniziarono gli attentati mirati a uccidere le forze dell'ordine italiane.
Tra i membri dell'organizzazione figuravano dunque non solo cittadini italiani (gli altoatesini di lingua tedesca, in maggioranza), ma anche austriaci (come Norbert Burger) ed alcuni cittadini della Repubblica Federale di Germania. A questi si affiancavano sul territorio austriaco gruppi di irredentisti, capeggiati da Franz Gschnitzer, ai tempi presidente del Bergisel-Bund (BIB, Lega del Monte Isel), ed altri esponenti politici.
Il BAS non fu la prima espressione di un movimento secessionista che riportasse l'Alto Adige nell'area tedescofona. Già nel 1933, era sorto il Völkischer Kampfring Südtirols (di ispirazione nazista), che predicava l'annessione alla Germania.

## Attentati e stragi del BAS

La statua fatta saltare, con la sua scritta originaria del 1938 al Genio del Fascismo, vista di fronte; nel 1945 la statua fu ridedicata al Lavoro italiano.

Trascorsi 5 giorni dal raduno di Castel Firmiano (17 novembre 1957), ci fu la prima azione esplosiva del BAS. Il 22 novembre 1957 fu minata la tomba che conteneva la salma di Ettore Tolomei, nel cimitero di Montagna, ed in seguito, il 1º febbraio 1961, venne praticamente distrutta, con una carica esplosiva ad alto potenziale, anche la sua casa. A seguire, e precisamente il 9 e il 12 dicembre, altre due esplosioni si ebbero a Laces, da parte del gruppo di Franz Muther.
Il 29 gennaio 1961 a Ponte Gardena, presso la centrale idroelettrica della società Montecatini, l'austriaco Heinrich Klier, membro del Bergisel-Bund, fece esplodere il monumento equestre in alluminio eretto nel 1938, originariamente dedicato al "Genio del Fascismo" e nel 1945 ridedicato al "Lavoro italiano". Oggi la testa originale del cavallo è esposta presso il museo Das Tirol Panorama sul Monte Isel a Innsbruck.

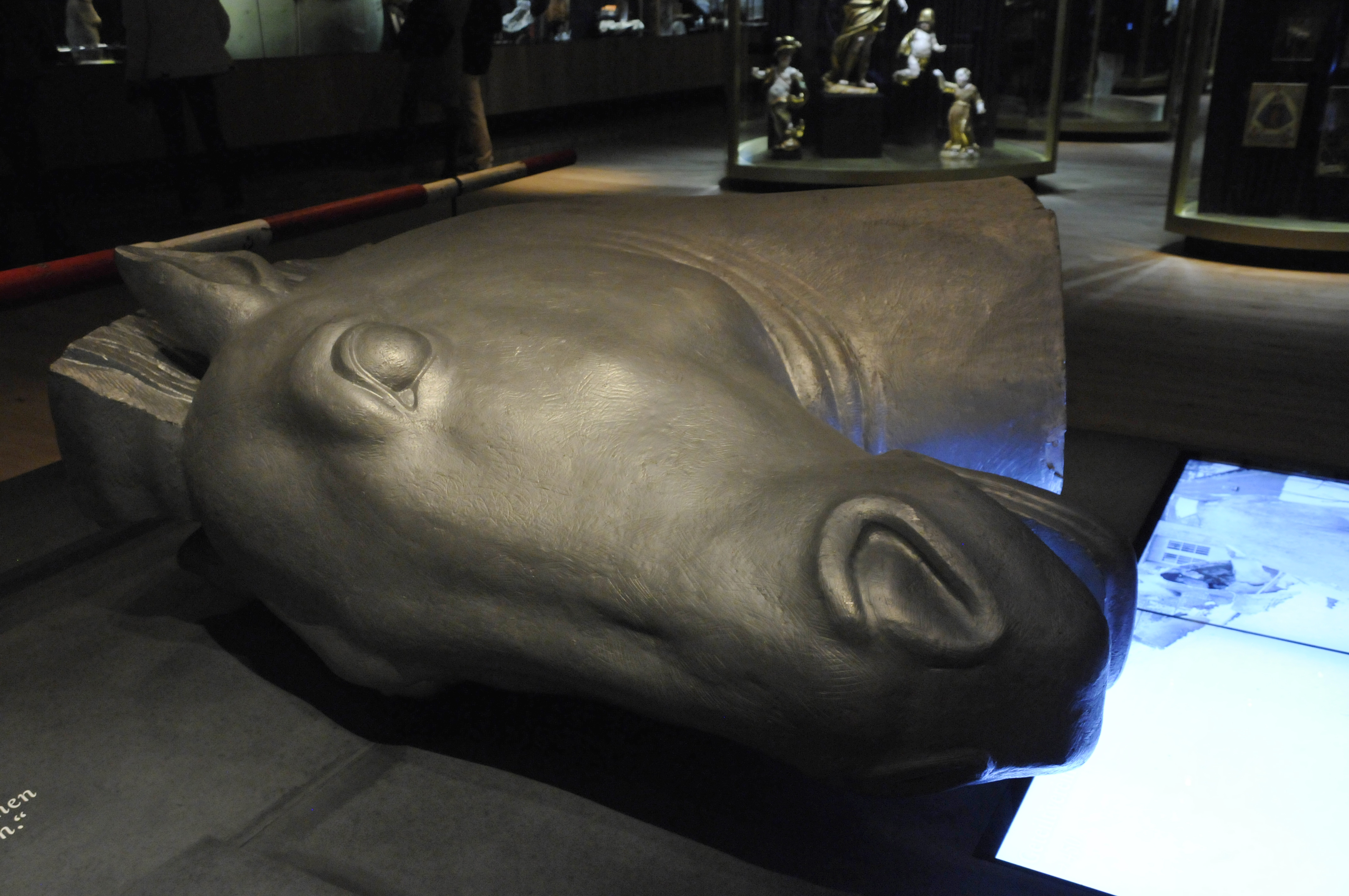
La testa del cavallo della statua equestre al Lavoro italiano distrutta nel 1961, conservata al museo Das Tirol Panorama di Innsbruck.

Durante la Feuernacht (Notte dei fuochi, dove in Alto Adige ricorre la tradizione dei fuochi del Sacro Cuore in onore della battaglia di Andreas Hofer contro le truppe francesi di Napoleone), ovvero la notte tra l'11 e il 12 giugno 1961 furono compiuti diversi attentati terroristici che fecero saltare 42 tralicci dell'alta tensione mediante l'utilizzo di 350 ordigni, di cui il primo scoppiò a Bolzano. In località Nassi di Faedo, presso la Stretta di Salorno (al confine tra la Provincia autonoma di Bolzano e quella di Trento), un ordigno inesploso posto su un albero che fiancheggiava la Strada statale 12 dell'Abetone e del Brennero causava la morte del cantoniere Giovanni Postal, che tentava di disinnescarla. Fu la prima vittima degli attentati altoatesini, nonostante la direttiva di Kerschbaumer di evitare vittime umane. Postal aveva già rinvenuto nello stesso posto un analogo ordigno esplosivo il 27 marzo 1961 ed era però riuscito a disattivarlo. Durante la Kleine Feuernacht (Piccola notte dei fuochi) del 13 luglio 1961 furono distrutti altri 8 tralicci, con lo scopo di paralizzare il traffico ferroviario. Dopo questa prima fase furono arrestati molti appartenenti al BAS, tra l'altro lo stesso Kerschbaumer.

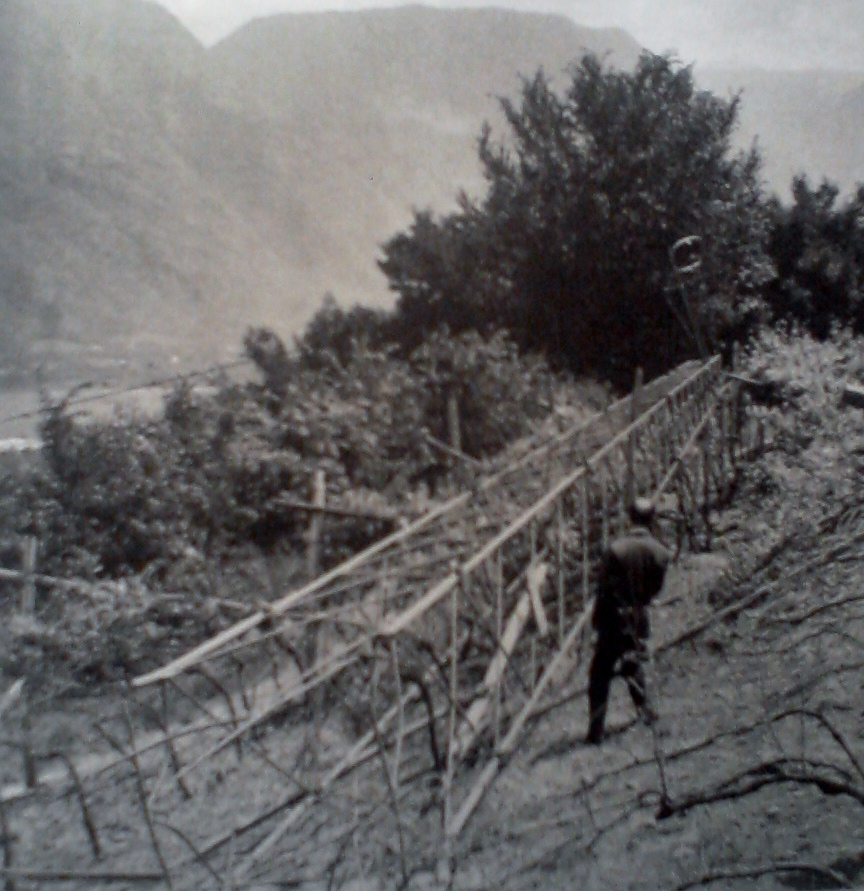
Una delle 37 esplosioni compiute durante la Notte dei fuochi del 1961

Da quel momento il movimento si radicalizzò e i suoi attentati si fecero cruenti: il 3 settembre 1964 nella caserma di Selva dei Molini venne ucciso il carabiniere Vittorio Tiralongo. Sei giorni dopo un sottufficiale e quattro militari furono feriti gravemente sulla strada presso Rasun Anterselva. Solo ventiquattr'ore più tardi la stessa sorte toccò a un altro militare. Il 26 agosto 1965 vennero uccisi all'interno della caserma dei carabinieri di Sesto Pusteria i carabinieri Palmerio Ariu e Luigi De Gennaro, colpiti da 33 proiettili a 3 metri di distanza.
Il 24 maggio 1966 morì il finanziere Bruno Bolognesi, dilaniato da una mina che era attaccata alla porta del rifugio sul Passo di Vizze. Ancora non è certo se anche il rifugio Monza (oggi ricostruito nel rifugio Gran Pilastro) fu fatto saltare da un atto terroristico del BAS o da una valanga, nel 1967.
Il 25 luglio 1966 morirono in un agguato a San Martino in Valle di Casies i finanzieri Salvatore Gabitta e Giuseppe D'Ignoti. In seguito il 9 settembre 1966 vi fu la strage di Malga Sasso, dove fu fatta saltare con esplosivo la caserma della guardia di finanza che successivamente crollò; qui morirono il vicebrigadiere Eriberto Volgger e il finanziere Martino Cossu, fu invece gravemente ferito il tenente Franco Petrucci, che decedette in seguito all'ospedale.
Allora da parte italiana il 15 ottobre 1966 venne istituito dallo Stato Maggiore dell'Esercito un "Reparto speciale di rinforzo per l'Alto Adige" con compiti appunto di antiterrorismo, composta da Carabinieri, Alpini, Paracadutisti, Agenti di Pubblica Sicurezza e Finanzieri.
Il 1967 vide l'impiego massiccio di ordigni antiuomo. Nel rifugio Plan (Zwickauer Hütte), sulle Alpi Passirie, già danneggiato da precedenti azioni del BAS, vennero nascoste delle mine, ma fu possibile evitare una strage grazie all'intervento degli artificieri. Il 25 giugno 1967, a seguito dell'esplosione di un traliccio a Cima Vallona (nel Bellunese), fu dilaniato da una mina uno degli alpini che sorvegliavano l'area, Armando Piva, che decedette in seguito all'ospedale di San Candido. A bonificare la zona e ad indagare sull'attentato fu inviata dall'aeroporto di Bolzano la Compagnia Speciale Antiterrorismo, dato che i terroristi avevano disseminato di mine antiuomo la zona attorno al traliccio. I militari dopo aver accuratamente setacciato tutta la zona palmo a palmo, alle due del pomeriggio, quando l'ispezione sembrava conclusa, si diressero sulla strada per il fondo valle, ma un bagliore li accecò: una seconda mina posta a Sega Digon dilaniò la pattuglia dei soccorritori, compiendo la tristemente nota "strage di Cima Vallona" e uccidendo sul colpo il capitano dei carabinieri Francesco Gentile e il sottotenente paracadutista Mario Di Lecce. Erano presenti sul posto anche il sergente paracadutista Olivo Dordi, che rimase ferito gravemente e morì in seguito, e il sergente paracadutista Marcello Fagnani, che invece fu l'unico del gruppo a salvarsi.
Il 30 settembre 1967 morirono in un'esplosione il brigadiere di polizia Filippo Foti e la guardia scelta Edoardo Martini, in servizio presso la stazione di Trento. Avevano ricevuto una segnalazione in cui si comunicava che a bordo del treno Alpen Express, proveniente da Innsbruck, vi fosse una valigia contenente una bomba. Una volta giunto il convoglio in stazione, Foti e il collega Martini spostarono la valigia sospetta in un luogo isolato; prima però che costoro potessero allontanarsi l'ordigno esplose, uccidendoli sul colpo.

## Reazione italiana
A causa della struttura del BAS, i cui membri si reclutavano segretamente, ma anche per la connivenza di una parte della popolazione di lingua tedesca, fu assai arduo sgominare il movimento.
Ciò spinse il Governo italiano a una ferma reazione. Il Ministro degli Interni Mario Scelba decretò il 16 giugno 1961 il coprifuoco tra le ore 21 e le ore 5. Durante la notte tra il 18 e il 19 giugno rimasero uccisi dal fuoco di militari di sentinella due cittadini in Val Sarentino e a Malles Venosta, apparentemente per errore. La serie di incidenti continuò: sul Corno Bianco sarentino soldati spararono dall'elicottero a un uomo che perse la gamba. Anche i Militari italiani furono vittime del fuoco amico o si ferirono con le proprie stesse armi.
Molti arrestati e inquisiti di lingua tedesca denunciarono la brutalità delle Forze dell'Ordine italiane: si parlò anche di torture presso la Caserma di Egna, alle quali sarebbe riconducibile la morte in carcere di Franz Höfler il 17 novembre 1961 e di Anton Gostner il 7 gennaio 1962. La Corte d'Assise di Milano a proposito delle presunte sevizie rilevò che "dalle perizie necroscopiche eseguite da collegi di periti fosse risultato che entrambi i detenuti erano morti per cause naturali e che a tale giudizio avessero aderito senza riserve i consulenti tecnici nominati dai congiunti degli estinti nelle persone dei professori di medicina legale Franz Josef Holzer dell'università di Innsbruck e Wolfgang Laves dell'università di Monaco di Baviera".
Il 23 luglio del 1964 la corte d'assise di Milano condannò gli autori della Notte dei fuochi a pene detentive, ma li prosciolse dalle accuse di alto tradimento e attentato all'integrità dello Stato (reato quest'ultimo introdotto nel Ventennio), mosse dalla pubblica accusa. Luis Amplatz fu condannato a 26 anni e 6 mesi, Georg Klotz a 18 anni e 2 mesi, mentre Sepp Kerschbaumer, il fondatore del BAS, fu condannato a 15 anni e 11 mesi di reclusione. Dei 91 imputati, 23 erano latitanti.
Il 20 aprile del 1966 si concluse il secondo processo di Milano contro 58 terroristi. Günther Andergassen, Alois Oberhammer del Bergiselbund e il professore austriaco Helmuth Heuberger furono condannati a trent'anni di carcere a testa, mentre Norbert Burger fu condannato in contumacia a 28 anni di reclusione.
Per la strage di Cima Vallona la corte d'assise di Firenze in data 14 maggio 1970 individuò quattro responsabili. Il medesimo Norbert Burger fu condannato all'ergastolo per strage continuata pluriaggravata, vilipendio di cadaveri, danneggiamento aggravato e banda armata; la stessa pena fu inflitta a Peter Kienesberger ed Erhard Hartung, mentre Egon Kuftner fu condannato a 24 anni. I condannati fuggirono in Austria e Germania e dunque non scontarono mai la pena.
Il 9 luglio 1971 la corte d'assise d'appello di Bologna condannò i responsabili dell'attentato di Selva dei Molini, in cui venne ammazzato il carabiniere Vittorio Tiralongo, a due ergastoli ciascuno per i reati di attentato alla integrità dello Stato e di strage, ma la sentenza non poté essere eseguita, dal momento che i terroristi avevano trovato rifugio in Austria e Germania. Nel 2009 la magistratura ha riaperto le indagini sul caso Tiralongo, siccome sarebbero emersi nuovi elementi che avrebbero smentito la pista terroristica, indicando come colpevole un ex collega, scomparso dopo l'evento e ormai deceduto. Gli inquirenti non hanno trovato riscontri. La riapertura dell'inchiesta non ha dunque portato a nessuna novità, se non quella che ha accertato l'arma del delitto: un fucile Mauser calibro 7,62 ritrovato in un arsenale appartenente ai terroristi del BAS.. Nel 2021 Mattarella ha concesso la grazia a Oberleiter (uno dei quattro ragazzi, che si sono sempre dichiarati innocenti), siccome "i suoi atti criminosi non hanno provocato decessi".
Le azioni del BAS provocarono la reazione dei movimenti di estrema destra italiani. Una bomba collocata nella salina di Ebensee, in Alta Austria, provocò la morte del gendarme Kurt Gruber il 23 settembre 1963. Inizialmente si sospettò che l'attentato fosse stato opera del BAS, ma le indagini scoprirono una pista italiana, confermata dalle stesse autorità italiane. Nel 1969 il tribunale di Verona condannò a 9 anni e 4 mesi Giorgio Massara, a 6 anni e mezzo Maurizio Perito, a un anno a testa Sergio Tazio Poltronieri, Luciano Rolando e Franco Panizza.

## Reazione austriaca
A Linz il 31 maggio 1967 una giuria popolare assolse Norbert Burger e 14 complici, con un verdetto di assoluzione generale, dai reati di addestramento clandestino all'uso di armi, furto di esplosivo in Austria e trasporto, custodia, raccolta e distribuzione dello stesso in Alto Adige, nonostante avessero ammesso di averli compiuti; la motivazione della sentenza afferma che agirono "in stato di necessità" per la "difesa di interessi superiori"; al termine del processo gli assolti intonarono l'inno di Andreas Hofer (Das Andreas-Hofer-Lied) al loro canto subito si unì il pubblico presente in aula. La sentenza venne negativamente commentata in Italia ed il giorno seguente il Corriere della Sera vi vide una "mancanza di giustizia e lealtà", e la giudicò pericolosa in quanto avrebbe legalizzato ed incoraggiato il terrorismo e messo in difficoltà il governo italiano nelle trattative con quello austriaco nel fare accettare alla pubblica opinione italiana le "concessioni" contenute nel "pacchetto" altoatesino. La sentenza, confermata in ultima istanza a Vienna il 14 novembre, provocò infatti le proteste ufficiali del governo italiano, che condannò pure la calorosa festa con cui il pubblico presente nell'aula giudiziaria accolse la liberazione degli imputati.
Il medesimo Norbert Burger, condannato dalla giustizia italiana per la strage di Cima Vallona, nel 1981 si candidò alla presidenza austriaca per il Partito Nazionaldemocratico, ricevendo 140.741 voti, pari al 3,2%. Il Partito Nazionaldemocratico venne sciolto dalle autorità austriache nel 1988, in riferimento all'art. 9 del Trattato di Stato austriaco, che vieta la ricostituzione di organizzazioni neonaziste.

## Fine del BAS
Il BAS fu attivo in Alto Adige fino al 1969. Molti appartenenti all'organizzazione rinunciarono già prima dell'approvazione del cosiddetto Pacchetto, base del secondo statuto d'autonomia, che prevedeva ampie tutele a garanzia della popolazione di lingua tedesca (e ladina). L'Austria si impegnò a controllare i propri confini, ma continuò a dare asilo ai terroristi condannati dalla magistratura italiana.

## Altri movimenti terroristici
Dopo circa dieci anni senza attentati a seguito dell'introduzione del secondo statuto d'autonomia (1972) iniziò una nuova stagione di bombe: gli obiettivi furono in particolare il Monumento alla Vittoria di Bolzano, il monumento all'Alpino di Brunico (in ricordo alla guerra di Abissinia), il Sacrario militare di Passo Resia e la tomba del senatore Ettore Tolomei, l'ideatore del Prontuario dei nomi locali dell'Alto Adige. Gli autori di questi attacchi non divennero mai noti. Il loro movente potrebbe essere stata la lentezza con cui il governo italiano implementò l'autonomia altoatesina.
Nel 1986 comparve un nuovo gruppo terroristico, chiamato Ein Tirol (letteralmente: "un solo Tirolo"), fondato dal pregiudicato Karl Außerer, ex membro del BAS. Il gruppo fu sciolto con la cattura dello stesso Außerer, processato a Innsbruck. Ein Tirol colpì la sede RAI in Piazza Mazzini a Bolzano e la condotta forzata della centrale idroelettrica di Lana e organizzò attentati incendiari contro le abitazioni di politici di lingua italiana. Le azioni di Ein Tirol ebbero l'effetto di rallentare il processo d'autonomia e favorire i risultati elettorali del Movimento Sociale Italiano. Essi contribuirono inoltre a peggiorare sensibilmente i rapporti fra i due gruppi etnici italiano e tedesco.
Secondo più recenti indagini storiche i servizi segreti giocarono un ruolo decisivo nel fomentare le attività di Ein Tirol. Dopo l'incarceramento o la morte dei protagonisti della prima generazione degli attentatori BAS l'organizzazione paramilitare Gladio infiltrò sistematicamente il gruppo Ein Tirol usandolo per i suoi scopi nell'ambito della "strategia della tensione". Spesso gli attentati avvenivano alla vigilia di elezioni politiche.
In risposta a queste attività si formarono due movimenti di estrema destra italiani, l'Associazione Protezione Italiani (Api) e il Movimento italiano Adige (MiA), che rispondevano a loro volta con la violenza, con diversi attentati incendiari, come quello alla casa del Presidente della Provincia Silvius Magnago. Secondo alcuni, anche questi gruppi potrebbero avere avuto contatti con i servizi segreti italiani.

## Bilancio del terrorismo in Alto Adige
Dal 20 settembre 1956 al 30 ottobre 1988 ci sono stati 361 attentati con dinamite, mitra, mine antiuomo. 21 morti, tra cui 15 appartenenti alle forze dell'ordine, 2 privati cittadini e 4 terroristi, deceduti per lo scoppio prematuro delle cariche che stavano predisponendo. 57 feriti: 24 membri delle forze dell'ordine, 33 civili.
La giustizia italiana ha condannato 157 persone: 103 italiani di lingua tedesca, 40 cittadini austriaci, 14 cittadini della Germania occidentale.

## Impunità ed attivismo dei terroristi
Il terrorista Alois (Luis) Larch, dopo essersi rifugiato a Graz in Austria, ha ottenuto la grazia nel 2007 (pochi mesi prima che la pena si estinguesse per prescrizione) e nel 2008 è tornato nel suo paese natale, Lana, accolto dalle associazioni Schützen locali in festa. In un'intervista al settimanale in lingua tedesca ff del 2010 Larch ammette che quello che fino ad allora era considerato il vertice di Ein Tirol, Karl Außerer, non era in realtà il vero capo; vi erano altre persone sopra di lui. Sempre Larch durante l'intervista ammette che a quei tempi "C'era una strategia per cacciare gli italiani".
Anche altri terroristi non hanno mai scontato la propria pena. Tra questi Erhard Hartung, giudicato colpevole della strage di Cima Vallona, di recente eletto alla consulta locale per stranieri del comune di Meerbusch, in Germania.
Il medesimo Hartung gestisce insieme a Peter Kiensberger, altro terrorista stragista, e ad altri membri della destra neonazista austriaca la fondazione Laurin di Bolzano, oggetto di indagini della magistratura italiana per il finanziamento dei partiti anti-italiani in Alto Adige e per violazione della legge Anselmi sulle associazioni segrete.

## Ricezione nella popolazione di lingua tedesca

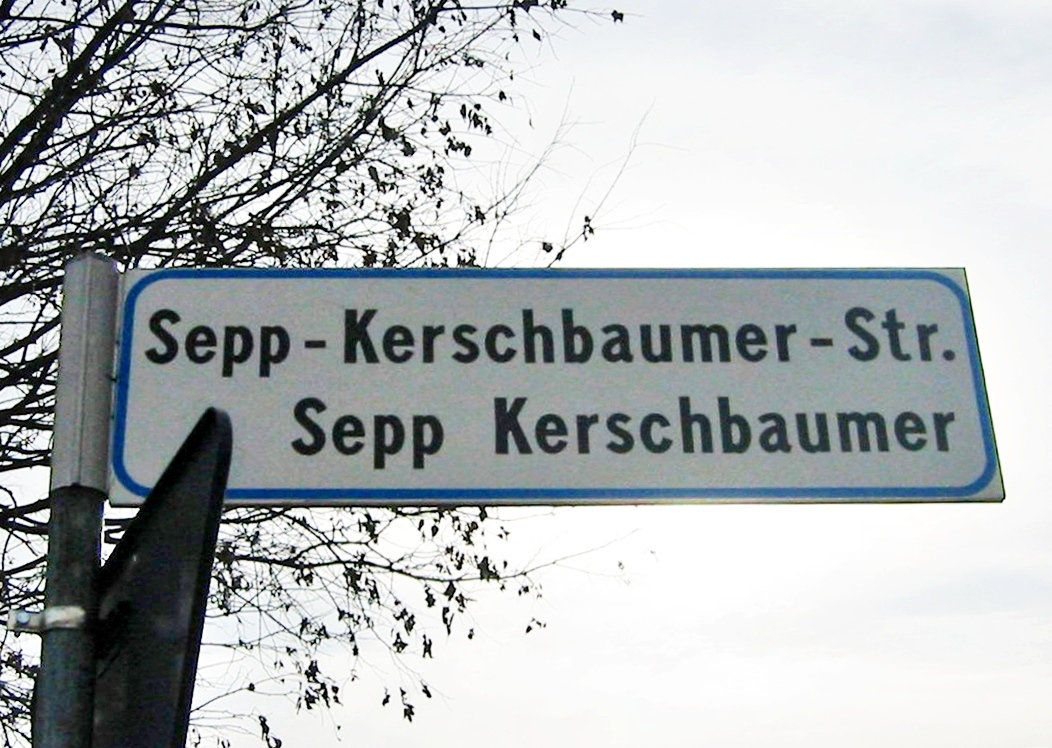
La titolazione di una via di Appiano sulla Strada del Vino a Sepp Kerschbaumer.

Parte della popolazione di lingua tedesca non nasconde la propria approvazione per le azioni di quelli che vengono comunemente definiti "combattenti per la libertà" ("Freiheitskämpfer").
In questo senso gli Schützen hanno lanciato nel 2004 la campagna "Il Sudtirolo ringrazia per la scuola tedesca, la forte economia, il benessere e molto altro!". Sullo sfondo del manifesto un traliccio divelto dalla dinamite, in primo piano il terrorista Sepp Kerschbaumer. Ad Appiano sulla Strada del Vino, dove il 12,5% della popolazione è di lingua italiana, gli è stata anche dedicata una via. La RAI di lingua tedesca di Bolzano ha prodotto un documentario intitolato "Die Frauen der Helden" ("le donne degli eroi", riferito ai terroristi degli anni 60).
Nel 2009 il consiglio provinciale di Bolzano ha approvato una mozione perché sia concessa la grazia ai terroristi del BAS, che vengono esplicitamente definiti "combattenti per la libertà". La mozione è stata approvata anche dalla consigliera di lingua italiana del Partito Democratico Barbara Repetto.
Nel dicembre 2010 sempre gli Schützen hanno allestito una mostra in celebrazione di questi terroristi. Tra i memorabilia esposti anche l'innesco di una bomba rudimentale e decorazioni militari con svastiche naziste.
In memoria dei 50 anni trascorsi dalla Notte dei fuochi, il Südtiroler Heimatbund (Lega per la patria sudtirolese), ha fatto coniare un'apposita medaglia, con inciso il viso di Sepp Kerschbaumer. Sempre per ricordare i terroristi che sarebbero stati torturati dai carabinieri in seguito alla Notte dei fuochi, il partito Südtiroler Freiheit ha lanciato una campagna di manifesti raffiguranti tra l'altro una macchia di sangue con un cappello d'ordinanza dei carabinieri.

## Ricezione nella cultura di massa italiana
La strage di Cima Vallona ispirò la canzone Cima Vallona, scritta da Francesco Guccini nel 1968 per Caterina Caselli.
I Pooh invece scrissero la canzone Brennero 66, in cui si fa generico riferimento ad un militare ucciso in Alto Adige. Tale brano venne presentato al concorso Festival delle Rose, ma venne bloccato dalla censura, probabilmente per non esacerbare gli animi. Seguendo le indicazioni della Commissione di Ascolto RAI, al fine di non essere estromessi dal festival, i Pooh eliminarono dal testo la frase "...t'hanno ammazzato quasi per gioco..." ed il titolo della canzone divenne, per quella kermesse, Le campane del silenzio.

## Canto popolare in lingua tedesca
A seguito degli atti di terrorismo fu modificato il testo di un canto popolare in lingua tedesca facendo riferimento agli attentati dinamitardi ai tralicci dell'alta tensione, al carattere tedesco dell'Alto Adige e al ricordo dei tempi dell'impero asburgico sotto Francesco Giuseppe.
I testi tedeschi modificati sono oggi presenti nell'area di estrema destra austriaca.

## Membri del BAS

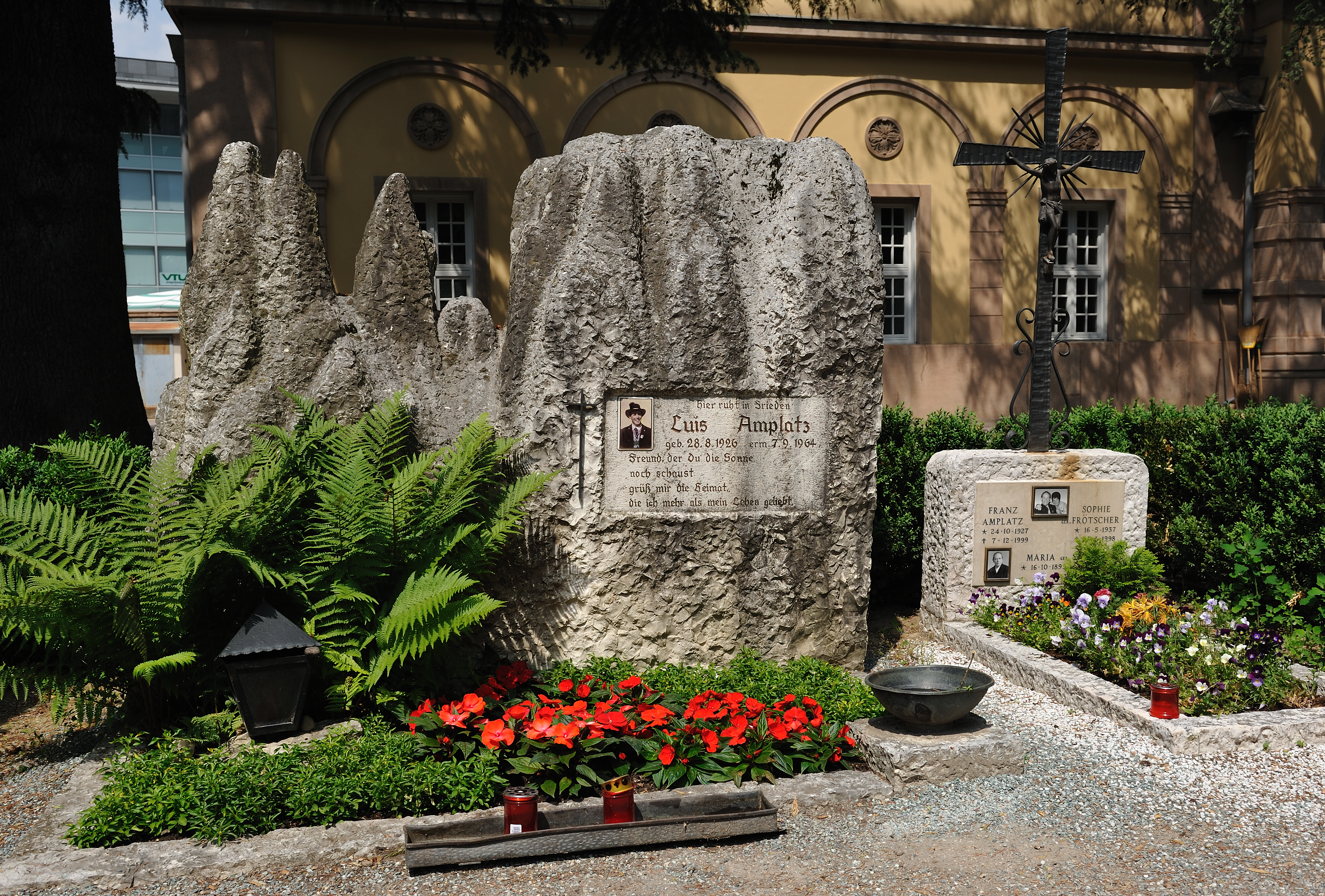
La tomba di Luis Amplatz, a Bolzano

- Sepp Kerschbaumer, morto in carcere il 7 dicembre 1964
- Sepp Innerhofer
- Georg Klotz (padre di Eva Klotz), arrestato il 9 settembre 1964
- Norbert Burger
- Franz Höfler, morto in carcere il 22 novembre 1961[79]
- Anton Gostner, morto in carcere il 7 gennaio 1962[79]
- Josef Fontana
- Peter Kienesberger
- Luis Amplatz, ucciso il 7 settembre 1964 dall'agente italiano Christian Kerbler con una Beretta. In certi ambienti si disse che tale arma fosse stata fornita dai Carabinieri[80][81], ma una sentenza del giudice per le indagini preliminari del Tribunale di Bolzano del 30 novembre 1992 escluse radicalmente questo fatto, in una sentenza definita di "archeologia giudiziaria"[82]
- Siegfried Steger
- Heinrich Klier
- Wolfgang Pfaundler
- Martin Koch
- Karl Vinatzer
- Jörg Pircher
- Karl Tietscher
- Franz Muther